# Spicoasa, Cahul
Spicoasa este un sat din cadrul comunei Burlacu din raionul Cahul, Republica Moldova.
Structură etnică
     moldoveni (98,41%)
     ucraineni (0%)
     ruși (0%)
     găgăuzi (0,4%)
     bulgari (1,19%)
     români (0%)
     evrei (0%)
     polonezi (0%)
     țigani (0%)
     alte etnii / nedeclarată (0%)
Conform datelor recensământului din 2004, populația localității este de 252 locuitori, dintre care 129 (51,19%) bărbați și 123 (48,81%) femei. Structura etnică a populației în cadrul localității arată astfel:
- moldoveni — 248;
- găgăuzi — 1;
- bulgari — 3;
- altele / nedeclarată — 0.